# Itelteich (Naturschutzgebiet)

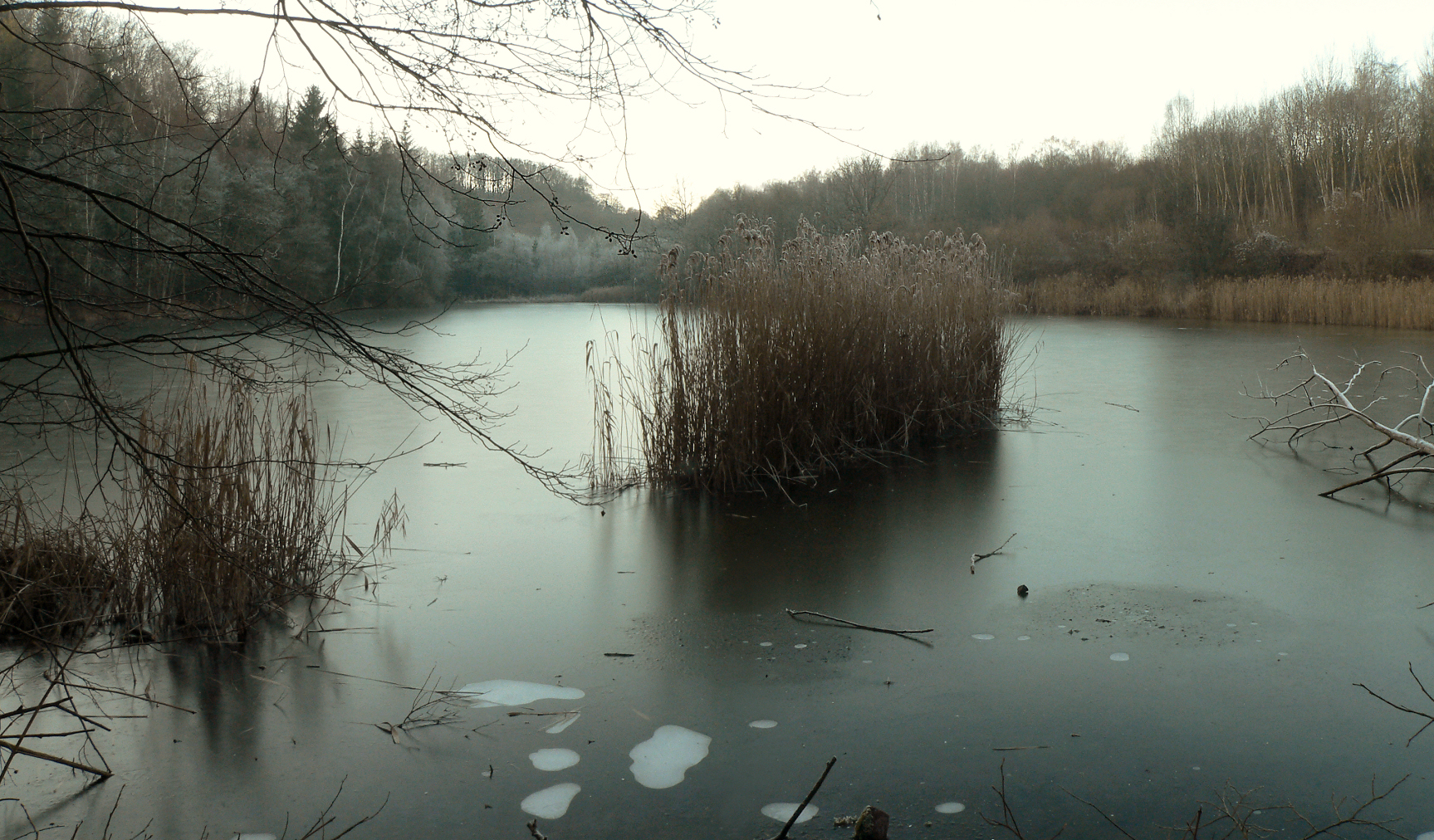
Großer Pontelteich

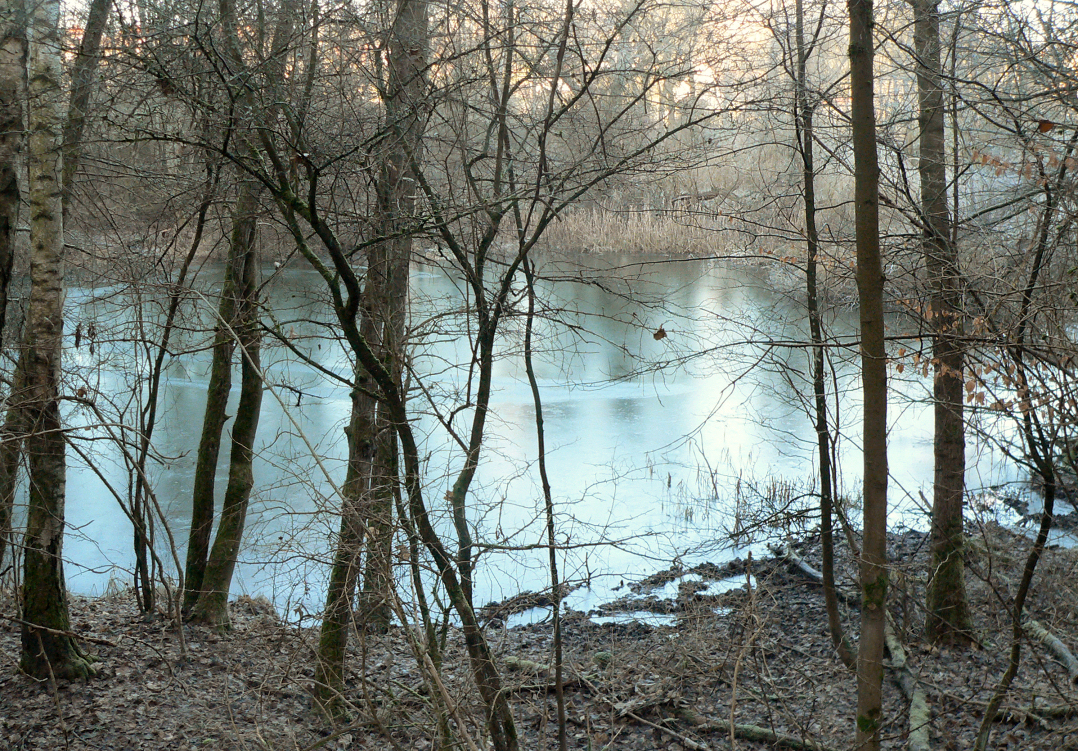
Kleiner Pontelteich

Der Itelteich ist ein ehemaliges Naturschutzgebiet in der niedersächsischen Gemeinde Walkenried im Landkreis Göttingen.

## Allgemeines
Das ehemalige Naturschutzgebiet mit dem Kennzeichen NSG BR 002 ist 120 Hektar groß. Es war Bestandteil des FFH-Gebietes „Gipskarstgebiet bei Bad Sachsa“. Im Osten grenzte es an das ehemalige Naturschutzgebiet „Juliushütte“, im Westen an das ehemalige Naturschutzgebiet „Gipskarstlandschaft Bad Sachsa und Walkenried“. Nach Nordwesten und Südosten grenzt es an das Landschaftsschutzgebiet „Harz“. Das Gebiet stand seit dem 16. März 1950 unter Naturschutz. Im Februar 2021 ging es im neu ausgewiesenen Naturschutzgebiet „Gipskarstgebiet bei Bad Sachsa“ auf. Zuständige untere Naturschutzbehörde war der Landkreis Göttingen.

## Beschreibung
Das ehemalige Naturschutzgebiet liegt südöstlich von Walkenried und südwestlich von Ellrich im zum Südharzer Zechsteingürtel gehörenden Walkenrieder Zechsteinhügelland im Süden des Naturparks Harz an der Landesgrenze zu Thüringen. Es umfasste den namensgebenden Itelteich, die Itelklippen, das Gipsmassiv „Himmelreich“ mit der Himmelreichhöhle und den Pontelteichen sowie weitere, kleine Teiche und stellte einen überwiegend bewaldeten Teil des Gipskarstgebietes des Südharzes unter Schutz. Dieser wird vielfach von Rotbuchenwald geprägt. Daneben sind Bereiche mit überwiegend von Esche und Ahorn geprägten Schluchtwäldern, Steinschutt-Hangwäldern mit Sommerlinde, Bergulme, Esche und Bergahorn sowie Laubmischwaldbereiche zu finden.
In den Waldbereichen ist vielfach eine gut ausgeprägte Strauchschicht zu finden, in welcher u. a. Silberblätter wie das Ausdauernde Silberblatt und Orchideen wie das Rote Waldvöglein vorkommen. Das Naturschutzgebiet ist Lebensraum u. a. für Uhu und Feuersalamander, der hier noch häufig vorkommt.
Der Itelteich liegt im Westen des ehemaligen Naturschutzgebietes. Es handelt sich dabei um den größten von zahlreichen Teichen – nur der Legende nach gab es einst 365 Teiche, tatsächlich sind es aber nur 50 Teiche –, die im Mittelalter von Mönchen des Zisterzienserklosters Walkenried rund um Walkenried angelegt und überwiegend für die Fischzucht genutzt wurden. Der rund 500 Meter lange und relativ flache Teich befindet sich in einem Erdfall. Er wird von verschiedenen Karstquellen gespeist, ein Teil seines Wassers stammt auch aus der westlich verlaufenden Wieda. Das Wasser fließt nach Osten über eine Schwinde ab und tritt rund 690 Meter weiter östlich aus einem Felsspalt, dem „Gänseloch“ an den Pontelteichen wieder zutage.
Nach Westen geht der Itelteich, der teilweise von Röhrichtzonen und Erlenbruchwald umgeben ist, über Verlandungszonen in eine Sumpflandschaft über. Der Teich ist Lebensraum für zahlreiche Tier- und Pflanzenarten. So sind im Bereich der Karstquellen Zungen-Hahnenfuß zu finden. Im Erlenbruch wächst die Langährige Segge. Während des Vogelzuges ist der Teich Rastgebiet für verschiedene Zugvögel.
Östlich des Itelteichs liegt das Gipsmassiv „Himmelreich“, welches aus stark verkarstetem Werra-Anhydrit besteht. Das „Himmelreich“ ist eine germanische Kultstätte aus vorchristlicher Zeit. Auf dem Gipsmassiv stocken alte Buchenbestände mit teilweise über 250 Jahre alten Bäumen. Das Gipsmassiv fällt zum Itelteich und in Richtung der Pontelteiche steil ab. Der zum Südostufer des Itelteichs abfallende Bereich ist als Naturdenkmal „Itelklippen“ ausgewiesen. Diese bestehen aus mehreren, rund 50 Meter hohen und fast senkrecht abfallenden Felsklippen.
Die als Südharzstrecke bezeichnete Bahnstrecke von Northeim nach Nordhausen durchquert das ehemalige Naturschutzgebiet im Norden. Beim Bau wurde 1868 durch das „Himmelreich“ der 268 Meter lange „Walkenrieder Tunnel“ geschlagen. Bei dessen Bau wurde am 9. Juli die Himmelreichhöhle entdeckt. Die Portale an den Tunnelenden stehen unter Denkmalschutz.
Durch das ehemalige Naturschutzgebiet führen mehrere Wanderwege, darunter ein Teilstück des Karstwanderweges und des Kaiserweges. Von Walkenried aus führen Wanderwege zum Itelteich.